# Ubah Ali
Ubah Ali (nascida em 1996) é uma ativista social e feminista da Somalilândia, que faz campanha contra a mutilação genital feminina. Em 2020 ela foi indicada pela BBC como uma das 100 mulheres mais influentes do mundo.

## Biografia
Ali nasceu em 1996 em Burao, na região de Togdheer, na Somalilândia. Os seus pais não concluíram o ensino fundamental: seu pai era um motorista de táxi até sofrer um acidente vascular cerebral em 2012, e sua mãe vendia roupas. Foi a mãe de Ali quem encorajou a educação de Ali e para ela concorrer a bolsas de estudo. Ela estudou na Escola Abaarso de Ciência e Tecnologia a partir de 2011 e saiu em 2015. Ela então se transferiu para a Escola Miss Hall e se formou em 2016. Desde 2019, ela cursa Política e Direitos Humanos na Universidade Americana de Beirute. Seu estudo é financiado pela Programa Escolar da Fundação Mastercard. Enquanto estuda lá, ela também é tutora de refugiados sírios.

## Ativismo
Em 2015, aos 18 anos, Ali criou uma organização chamada “Rajo: Esperança para a Comunidade da Somalilândia”, com o objetivo de prover oportunidades educacionais para órfãos e estudantes carentes da Somalilândia. A inciativa foi inspirada no trabalho que ela havia desenvolvido no Orfanato Hargeisa entre 2012 e 2015, onde ela era tutora de estudantes. Em 2015, ela também levantou fundos para comunidades na Somalilândia afetadas pela seca.
Em 2020, Ali ficou mais conhecida devido a sua campanha contra a mutilação genital feminina (MGF) na Somalilândia. Em 2018, ela criou a “Fundação Conforto para as Meninas da Somalilândia”, que visa acabar com a prática através da educação e campanhas de conscientização. Como resultado, o grupo estabeleceu o primeiro grupo anti-MGF na Somalilândia. Enquanto muitos somalis associam a MGF à Xaria, Ali, juntamente com médicos e um crescente número de líderes religiosos, acreditam tratar-se de um fenômeno cultural, que pode ser alterado. Ali, bem como suas três irmãs, são vítimas da MGF.
Em 2020, Ubah Ali foi indicada para a lista da BBC das 100 mulheres mais influentes do mundo.

## Prêmios
- Vencedora do Projeto Resolution 2018-2019[3]
- Voluntária do Ano, 2019, Universidade Americana de Beirute[4]
- Lista da BBC das 100 Mulheres Mais Influentes do Mundo[6]